# Acryptolaria minima
Acryptolaria minima is een hydroïdpoliep uit de familie Lafoeidae. De poliep komt uit het geslacht Acryptolaria. Acryptolaria minima werd in 1930 voor het eerst wetenschappelijk beschreven door Totton. 